# Riddarfjärdssimningen
Riddarfjärdssimningen är en simtävling på Riddarfjärden i Stockholm. Föregångaren till Riddarfjärdssimningen var Strömsimningen som började 1920 och inställdes 1928 på grund av den dåliga vattenkvalitén i bland annat Riddarfjärden. Sedan vattenproverna i Riddarfjärden åter blivit fullt acceptabla upptogs tävlingen 1976 igen med en annan sträckning och under namnet Riddarfjärdssimningen.

## Strömsimningen

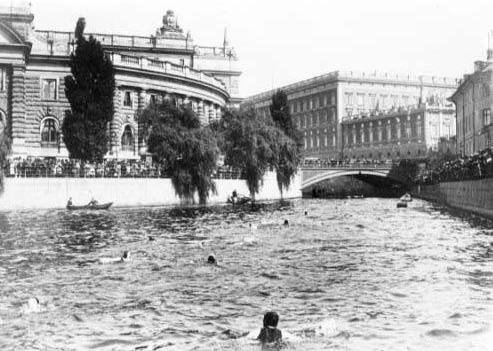
Strömsimningen i Stallkanalen, 1920-tal.

Föregångaren till Strömsimningen var en simtävling som arrangerades i början av 1900-talet. Första Strömsimningen startade söndagen den 11 juli 1920 och sponsrades av Dagens Nyheter. Strömsimningen var en femsträckors lagkapp med start vid Stadshuset och sträckor genom Norrström och Stallkanalen, förbi Nationalmuseum, genom Ladugårdslandsviken samt Djurgårdsbrunnsviken och målgång vid Framnäsudden i närheten av Sirishov på norra sidan av ön Djurgården.
Vid 1900-talets början var vattnet i Riddarfjärden och Ladugårdslandsviken fortfarande tjänligt men med 1920-talets början kunde man registrera en försämring som berodde på att Stockholms avloppsvatten leddes orenat ut till bland annat Riddarfjärden. 
Den sista Strömsimningen simmades söndagen den 10 juli 1927. Därefter ansågs vattnet vara hälsovådligt för simmarna. 
1932 förbjöds allt bad i vattnet. 1933 stängde även det populära Strömbadet som revs slutligen 1936. I folkmun kallades Riddarfjärden för Lortfjärden.

## Riddarfjärdssimningen

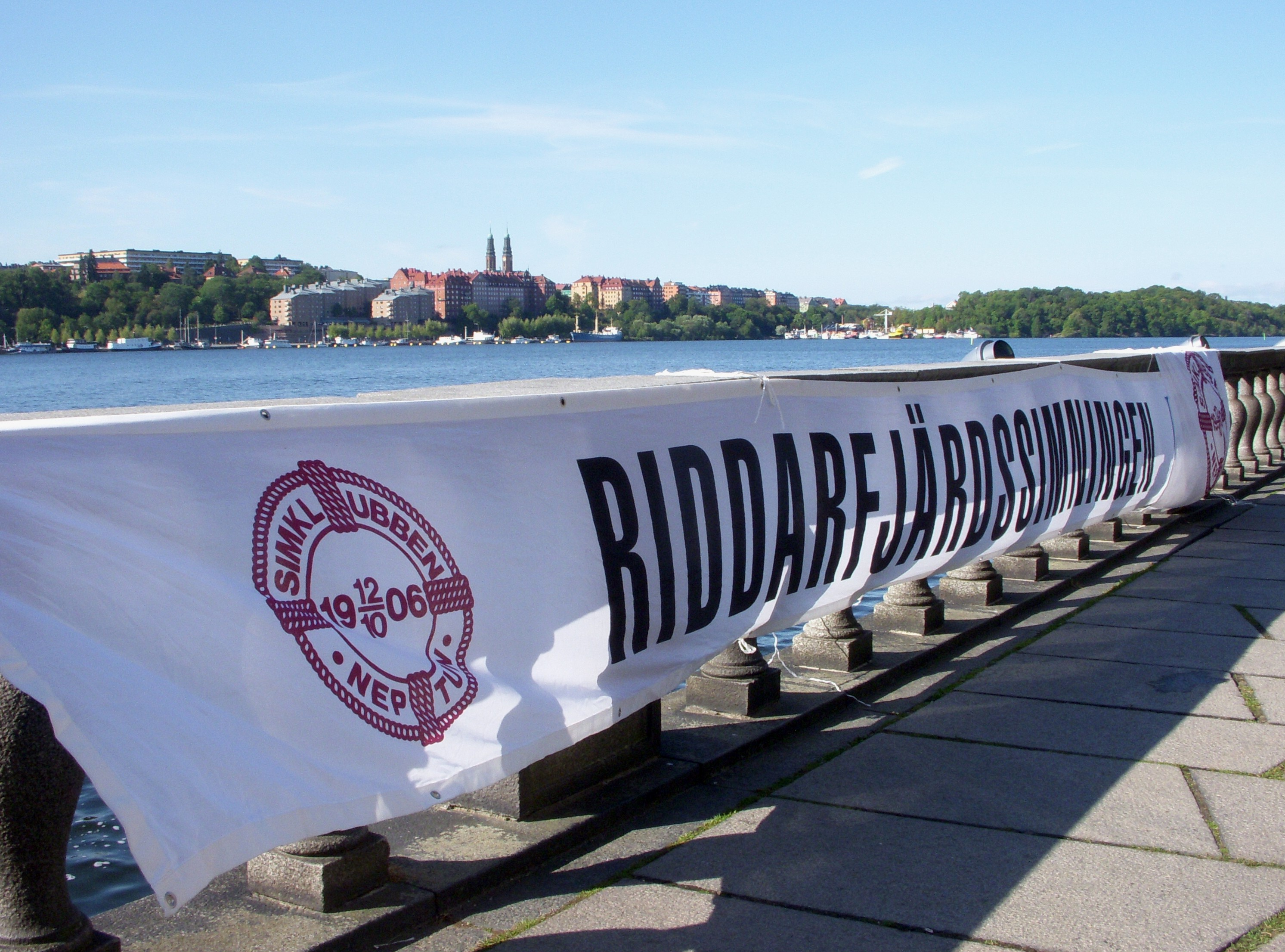
Ridderfjärdssimningen 2011.

I mitten av 1970-talet hade reningen av Stockholms avloppsvatten (se Vatten och avlopp i Stockholm) varit så framgångsrik att vattnet i Riddarfjärden gick att bada i. Så föddes idén att genom en simtävling visa omvärlden att man kunde bada mitt i en storstad. Initiativtagarna var dåvarande miljöborgarråd Thorsten Sundström och simklubben SK Neptun. Den 7 juli 1976 startade 78 deltagare för att simma en 3200 meter lång bana mellan Stora Essingen och Stockholms stadshus.
Efter några år flyttades starten till Smedsuddsbadet och år 2006 gick starten från Rålambshovsparken. Samtidigt kortades banan till 1609 meter (motsvarande en engelsk mil). År 2011 går loppet i motsatt riktning alltså med start vid Stadshuset. Om vattentemperaturen ligger under + 16°C ställs loppet in. Sedan 1976 har bara ett enda arrangemang fått ställas in på grund av dålig vattenkvalité. Det var 2002 och anledningen var avloppsproblem i en pumpstation. 2008-2010 ställdes tävlingen in sedan simklubben Neptun hoppat av som arrangör. 2011 års tävling arrangerades respektive sponsrades av bland annat SK Neptun tillsammans med Stockholms stad och Spårvägen Simförening, samma år utlystes för första gången en prissumma på 10 000 kr för segrarinnan/segraren. Segrarinnan blev Stina Gardell (Spårvägen) med tiden 00:19:52.
Distansen 1609 meter, som infördes 2006 i stället för den ursprungliga sträckan 3200 meter, tävlas det fortfarande i. Åren 2013-2015 tillkom distansen 2500 meter och 2016 utökades de 2500 meterna till den gamla klassiska distansen på 3200 meter som man simmade premiäråret 1976 till och med 2005 med ovan angivna avbrott. 
Från år 2016 är alltså de båda distanserna 1609 och 3200 meter som simmarna har att välja emellan.
Från och med 2004 samarrangeras Riddarfjärdssimningen med Midnattsloppet som går samma dag, båda tävlingar ingår i Stockholm 2atlon.

## Bilder
Bilder från Riddarfjärdssimningen den 13 augusti 2011.

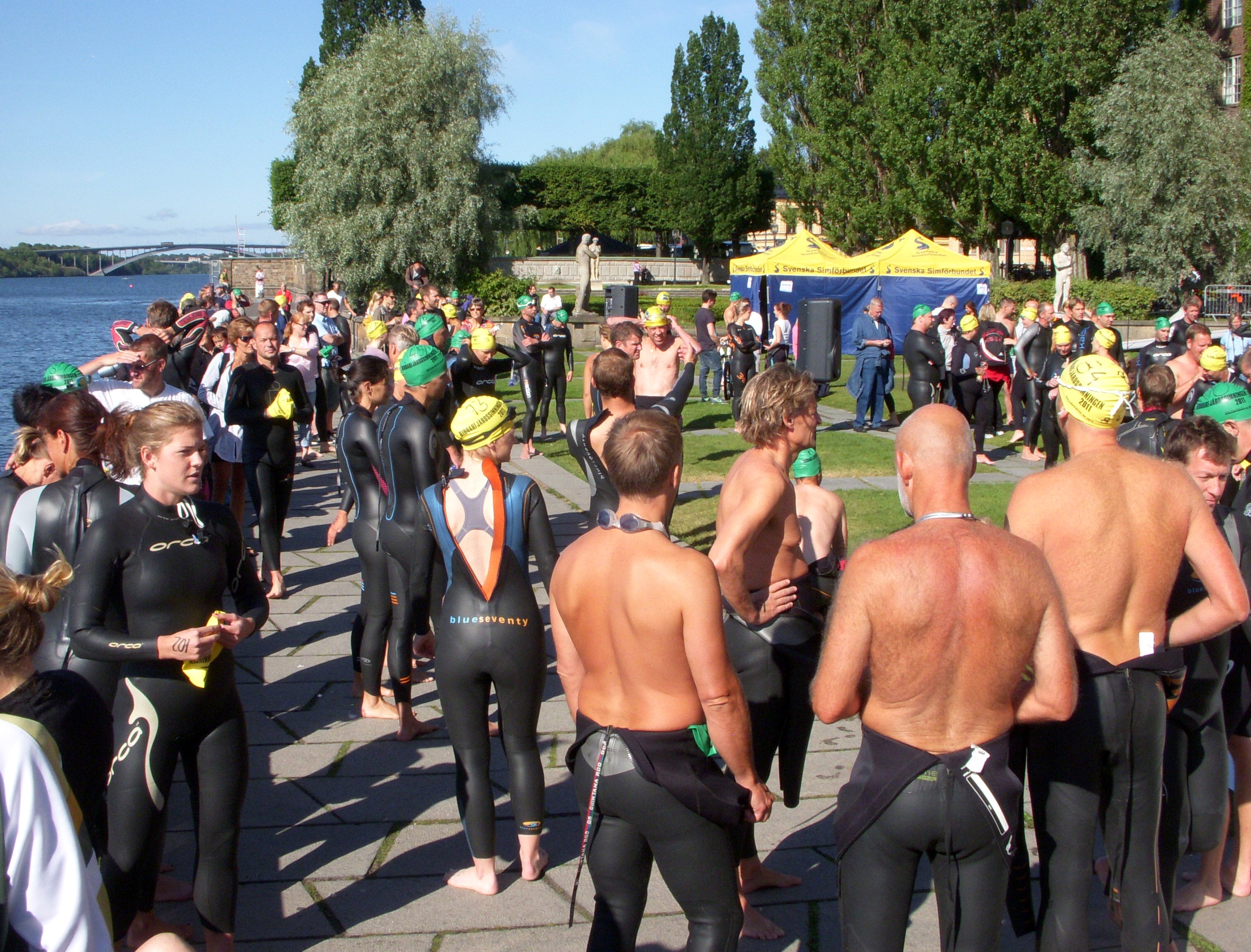
Uppladdning i Stadshusparken
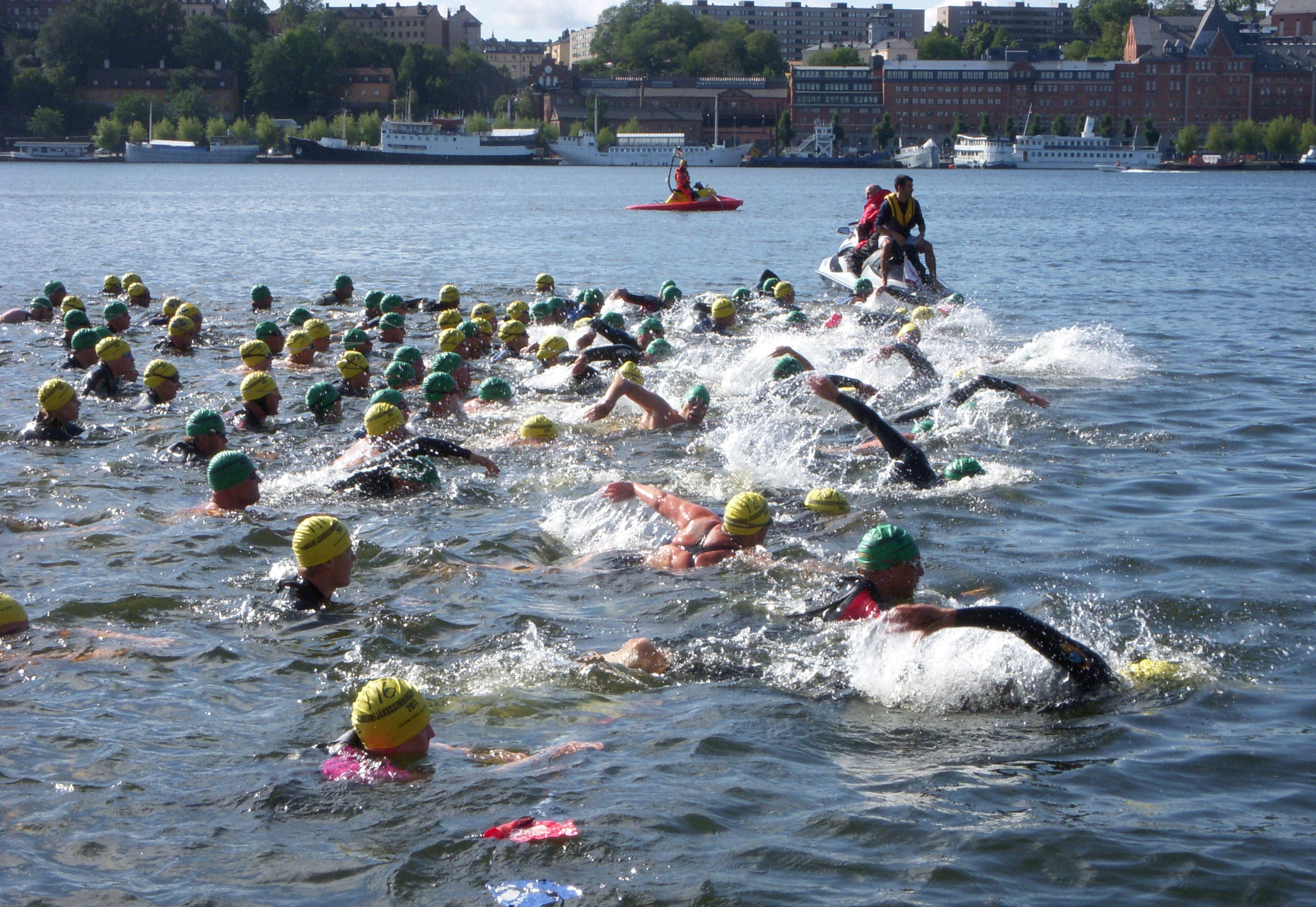
Start vid Stadshuset
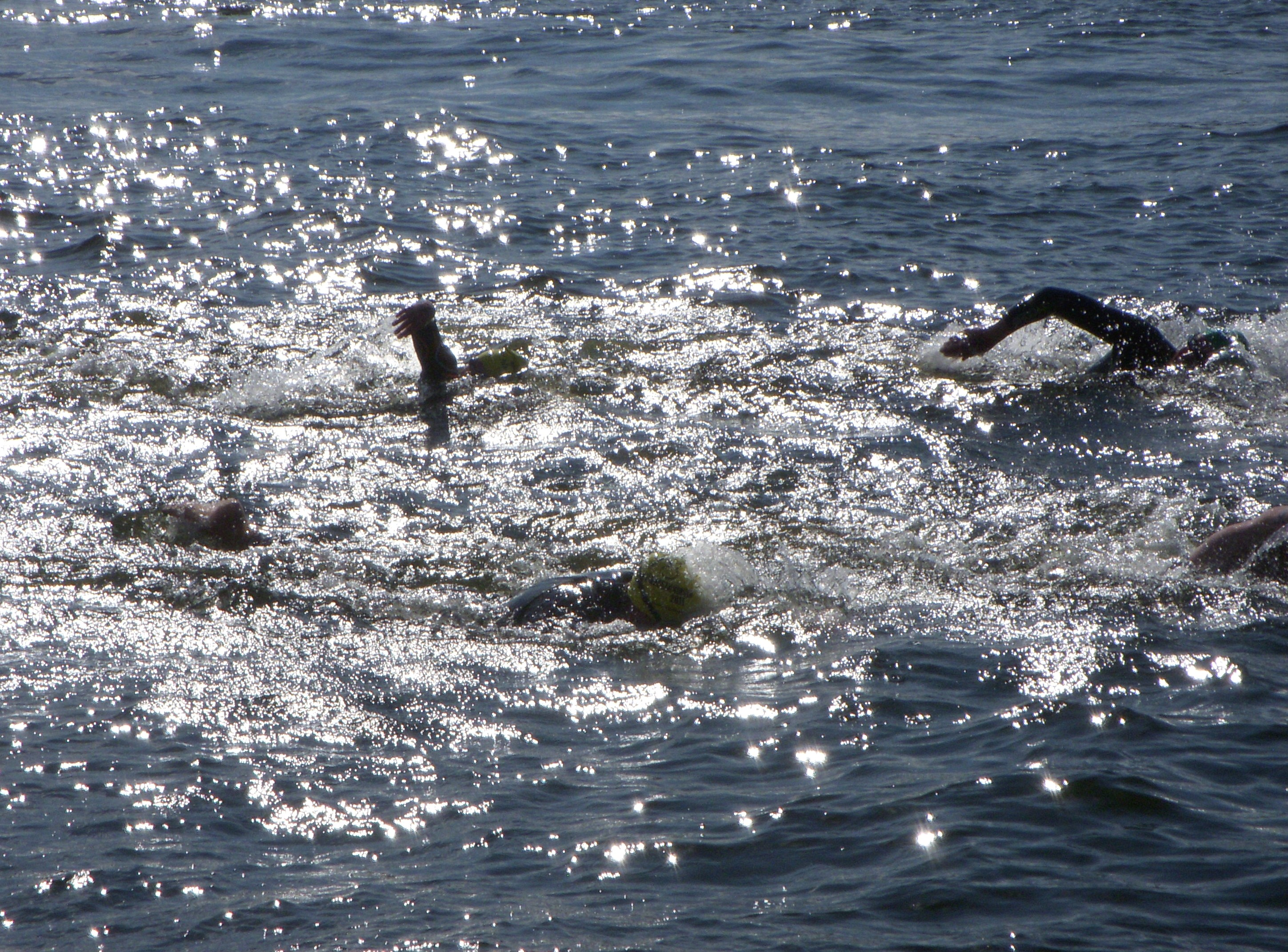
Ute på Riddarfjärden
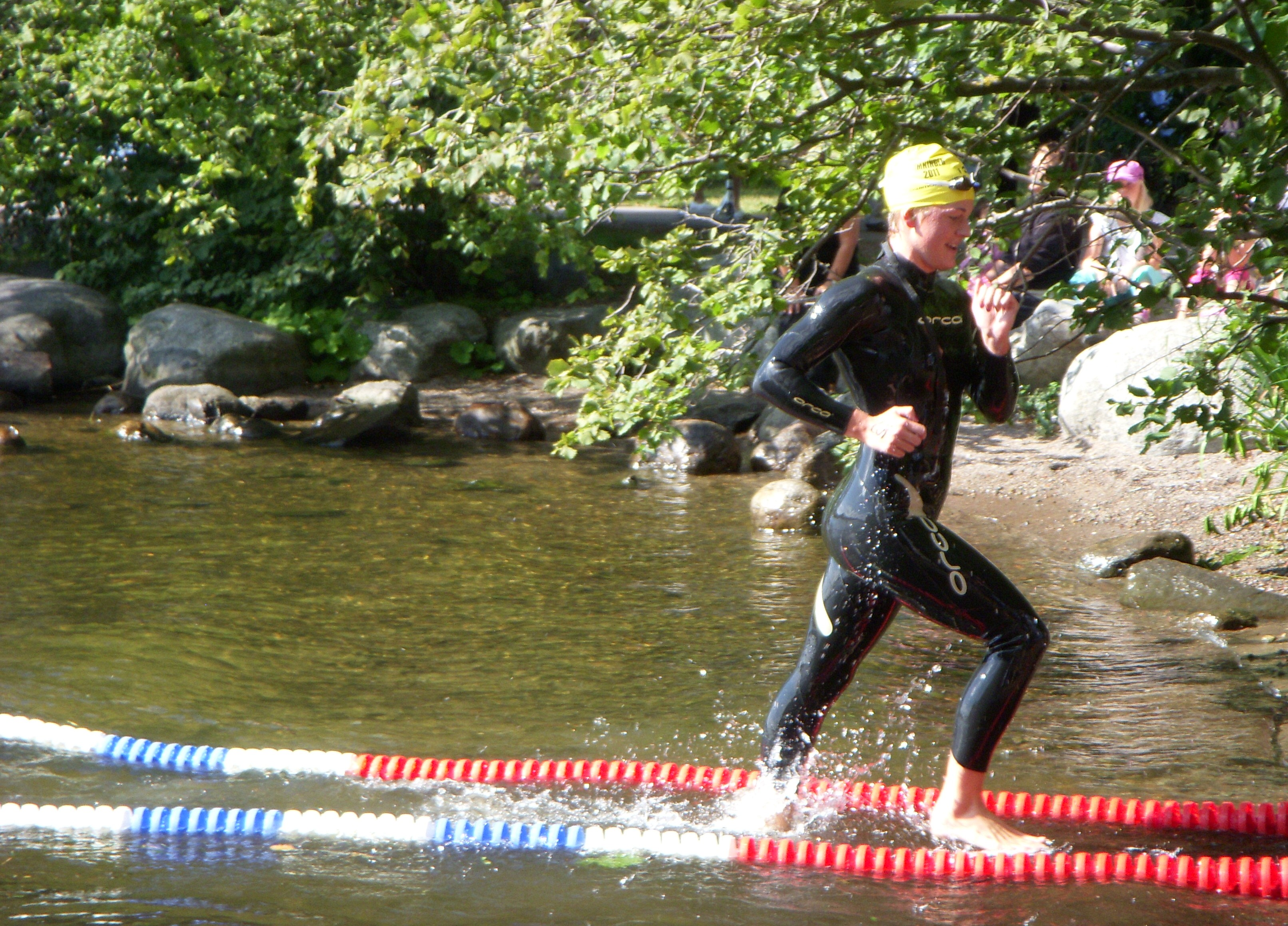
Målgång vid Rålambshovsparken, segrarinnan Stina Gardell